# ستيفن بيدل
ستيفن بيدل (بالإنجليزية: Stephen Biddle)‏ هو مؤلف وصحفي ومؤرخ وكاتب العمود أمريكي، ولد في 19 يناير 1959 في ويلمنغتون في الولايات المتحدة.